# Phaos aglaophara
Phaos aglaophara là một loài bướm đêm thuộc phân họ Arctiinae, họ Erebidae.